# Körösnagyharsány
Körösnagyharsány község Békés vármegye Sarkadi járásában.

## Fekvése
Békés vármegye északkeleti sarkában, a magyar-román határtól 1,5 kilométerre, Nagyváradtól 23 kilométerre helyezkedik el. Természetföldrajzi szempontból a Kis-Sárrét északkeleti peremén, a Sebes-Körös bal partján fekszik.
Szomszédai: észak felől Körösszegapáti, nyugat felől Körösszakál, dél felől pedig Biharugra. Keleti irányból Romániához tartozó területek határolják, a három legközelebbi, határon túli település északkelet felől Körösszeg (Cheresig), kelet felől Vizesgyán (Toboliu), délkelet felől pedig Rojt (Roit).

### Megközelítése
A település nyugati határszélén húzódik a Körösszakál-Zsadány közti 4216-os út, arról érhető el mindkét végponti település irányából. Lakott területén csak az előbbiből keletnek kiágaző 42 156-os számú mellékút vezet keresztül, amely a belterület keleti szélét elhagyva még tovább folytatódik az országhatáron át, Körösszeg felé.
A hazai vasútvonalak közül a települést a MÁV 127-es számú Körösnagyharsány–Vésztő–Gyoma-vasútvonala érinti, amelynek egy megállási pontja van itt. Körösnagyharsány megállóhely a vonal utolsó magyarországi állomása, Körösszakál megállóhely után, de jelenleg nem üzemel, mert személyszállítás néhány éve csak Vésztő és Gyoma között történik.

## Története

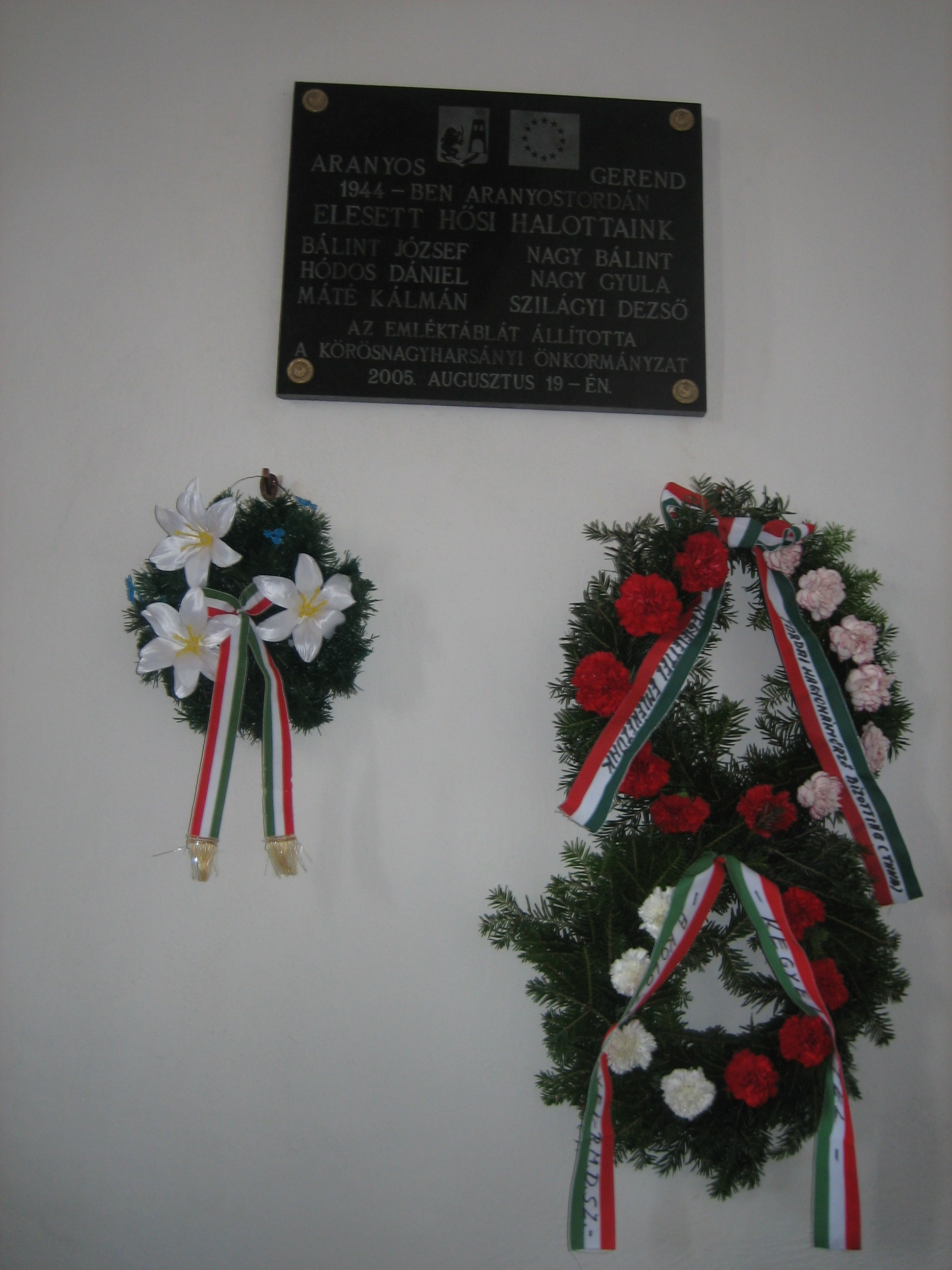
A körösnagyharsányi önkormányzat által állított emléktábla Aranyosgerenden

Nevét a honfoglalás korára vezetik vissza, amikor a honfoglaló magyarokhoz csatlakozott három kabar törzs, egyik neve Harsány néven maradt fenn.
Körösnagyharsány nevét az 1300-as évek elején a Váradi regestrum említette először egy oklevélben, amelyben a község egyik lakosát istenítéletre idézték.
1234-ben II. Endre király az Aba nemzetségbeli Demeter mesternek adományozta. A település neve az oklevélben Egyházasharsán néven volt feljegyezve.
1241/1242-ben a tatárjárás idején elpusztult, de később újjáépítették.
Körösharsány hűséges szolgálataiért Bocskai Istvántól hajdúvárosi rangot kapott.
1660-ban a törökök ismét teljesen elpusztították, ezután a Sebes-Körös bal partján építették újjá a jelenlegi települést.
A települést később Nagy- és Kisharsány néven, mint a váradi székeskáptalan birtokát említették, aki még a 19. század első felében is birtokosa volt, majd a 20. század elején Elek Gusztávnénak volt itt nagyobb birtoka.
1910-ben 1411 lakosából 1336 magyar és 73 román volt. Vallási megoszlásuk: 1288 református, 73 görögkeleti ortodox és 19 izraelita.
A trianoni békeszerződés előtt Bihar vármegye Cséffai járásához tartozott.

### A körösnagyharsányi zsidók története
A településre az első zsidók Nagyváradról érkeztek, az 1700-as évek végén. A harsányi Váradi úti kis zsidó temető legkorábbi síremléke 1855-ből származik. A település első állandó zsidó lakosai az Áron, Klein és Roseth családok voltak. A község központjában, a mai Kossuth téren és környékén telepedtek le, építették meg kereskedésüket, házukat. A harsányi közösség 1880-ban 43, 1890-ben 44 jómódú, vallásos családból állt, az 1900-as évek elején azonban gyors csökkenés kezdődött, több család beköltözött Nagyváradra.
A két világháború között Harsányban élt Grosz Jónás és Krepsz Jenő szatócs és családja, Breyer Ignácné kocsmáros és Steiner Mórné. 1944 áprilisában a Grosz család tagjait sárga csillag viselésére kötelezték, majd a nagyváradi gettóba szállították őket. Az 1945-ben munkaszolgálatból hazatért Grosz Márton is rövidesen elköltözött Körösnagyharsányból, de halála után a faluban temették el.

## Közélete

### Polgármesterei
- 1990–1994: Máté József (független)[4]
- 1994–1998: Ifj. Máté Pál (MDF)[5]
- 1998–2002: Ifj. Máté Pál (MDF-FKgP)[6]
- 2002–2006: Makra Tibor (MSZP)[7]
- 2006–2008: Makra Tibor (független)[8]
- 2008–2010: Máté Pál (Fidesz-Körösnagyharsányi Hagyományőrző Egyesület)[9]
- 2010–2014: Máté Pál (Fidesz-KDNP)[10]
- 2014–2019: Máté Pál (Fidesz-KDNP)[11]
- 2019–2024: Győri Zoltán (független)[12]
- 2024– : Győri Zoltán (független)[1]

A településen 2008. április 6-án időközi polgármester-választást (és képviselő-testületi választást) tartottak, az előző képviselő-testület önfeloszlatása miatt. A választáson az addigi polgármester is elindult, de alulmaradt egyetlen kihívójával szemben.
| 1990-'94    | 1994-'98 | 1998-'02  | 2002-'06    | 2006-'10    | 2006-'10    | 2010-'14    | 2014-'19    | 2019-'24     |
| 1990-'94    | 1994-'98 | 1998-'02  | 2002-'06    | '06- '08    | '08- '10    | 2010-'14    | 2014-'19    | 2019-'24     |
| ----------- | -------- | --------- | ----------- | ----------- | ----------- | ----------- | ----------- | ------------ |
| Máté József | Máté Pál | Máté Pál  | Makra Tibor | Makra Tibor | Máté Pál    | Máté Pál    | Máté Pál    | Győri Zoltán |
|             |          |           |             |             |             |             |             |              |
| –           | MDF      | MDF- FKGP | MSZP        | –           | Fidesz- KHE | Fidesz-KDNP | Fidesz-KDNP | –            |
|             |          |           |             |             |             |             |             |              |

## Népesség
A település népességének változása:
| Lakosok száma | 568  | 538  | 541  | 423  | 429  | 435  | 414  |
|               | 2013 | 2014 | 2015 | 2021 | 2022 | 2023 | 2024 |

2001-ben a település lakosságának 92%-a magyar, 7%-a cigány, 1%-a román nemzetiségűnek vallotta magát.
A 2011-es népszámlálás során a lakosok 95,7%-a magyarnak, 14,2% cigánynak, 0,2% németnek, 5% románnak, 0,2% szlováknak mondta magát (3,4% nem nyilatkozott; a kettős identitások miatt a végösszeg nagyobb lehet 100%-nál). A vallási megoszlás a következő volt: római katolikus 3,4%, református 64,7%, evangélikus 0,2%, görögkatolikus 0,5%, felekezeten kívüli 16,7% (9,6% nem nyilatkozott).
2022-ben a lakosság 85,5%-a vallotta magát magyarnak, 10,3% románnak, 1,9% cigánynak, 0,2-0,2% ruszinnak és horvátnak, 0,5% egyéb, nem hazai nemzetiségűnek (12,6% nem nyilatkozott; a kettős identitások miatt a végösszeg nagyobb lehet 100%-nál). Vallásuk szerint 43,1% volt református, 4,2% ortodox, 3,7% római katolikus, 0,2% görög katolikus, 0,2% evangélikus, 2,6% egyéb keresztény, 27,5% felekezeten kívüli (18,4% nem válaszolt).

## Nevezetességei
- Legismertebb eseménye:  a minden év szeptemberében megrendezett "Káposztafesztivál" hagyományőrző rendezvény
- Magyarország egyetlen olyan normál nyomközű vasútvonala, amely táblás megállóhellyel (Körösnagyharsány) ér véget, ahol mindössze egy vágány, egy peron és egy ütközőbak van.
- A településen halad át a szarmaták által 324 és 337 között épített, az Alföldet körbekerülő Csörsz-árok vagy más néven Ördögárok nyomvonala.

### Zsidó emlékek
- A Kossuth téren található a Grosz család nagy méretű háza.
- A Váradi úti kisebb zsidó temető a mai vágóhíd mellett található.
- A nagy zsidó temető. A település határában található, nem messze a ma is használt köztemetőtől. A máig megmaradt síremlékek az 1850-60 és az 1940-es évek között készültek.

## Testvértelepülése
- Olasztelek, Románia